# Rics
Rics (macedónul: Рич) település Észak-Macedóniában, a Délkeleti körzetben, a Sztrumicai járásban.

## Népesség
| Lakosok száma | 503  | 520  | 535  | 491  | 360  | 376  | 365  | 382  | 315  |
|               | 1948 | 1953 | 1961 | 1971 | 1981 | 1991 | 1994 | 2002 | 2021 |

- 2002-ben 382 lakosa volt, akik közül 381 macedón és 1 szerb.